# Elecciones municipales de 1979 en Asturias

## Asturias

### Allande
- Alcalde: José Álvarez de la Prida (CAI) (hasta el 10 de marzo de 1983)

Miguel Ángel García Pérez (CAI) (desde el 10 de marzo de 1983)
- Gobierno municipal: CAI

| Partido                                                         | Votos   | % votos     | Ediles |
| --------------------------------------------------------------- | ------- | ----------- | ------ |
| Candidatura Allandesa Independiente Unión de Centro Democrático | 883 819 | 51,88 48,12 | 7 6    |

### Aller
- Alcalde: Antonio Manuel García Barettino (UCD)
- Gobierno municipal: UCD

| Partido                                                                                   | Votos             | % votos           | Ediles |
| ----------------------------------------------------------------------------------------- | ----------------- | ----------------- | ------ |
| Unión de Centro Democrático Partido Socialista Obrero Español Partido Comunista de España | 4.816 3.719 1.149 | 47,46 36,65 11,32 | 11 8 2 |

### Amieva
- Alcalde: Ángel Intriago Pérez (UCD)
- Gobierno municipal: UCD y CD

| Partido                                                                             | Votos       | % votos           | Ediles |
| ----------------------------------------------------------------------------------- | ----------- | ----------------- | ------ |
| Unión de Centro Democrático Partido Socialista Obrero Español Coalición Democrática | 283 234 144 | 39,86 32,96 20,28 | 5 4 2  |

### Avilés
- Alcalde: Manuel Ponga Santamarta (PSOE)
- Gobierno municipal: PSOE y PCE

| Partido                                                                                   | Votos               | % votos           | Ediles  |
| ----------------------------------------------------------------------------------------- | ------------------- | ----------------- | ------- |
| Unión de Centro Democrático Partido Socialista Obrero Español Partido Comunista de España | 15.091 13.462 6.155 | 40,71 36,32 16,61 | 11 10 4 |

### Belmonte de Miranda
- Alcalde: Roberto Pérez López (PSOE)
- Gobierno municipal: PSOE y PCE

| Partido | Votos           | % votos                | Ediles |
| --- | --------------- | ---------------------- | ------ |
| Partido Socialista Obrero Español Unión de Centro Democrático Unión de Labradores Partido Comunista de España | 813 743 238 175 | 41,29 37,73 12,09 8,89 | 6 5 1  |

### Bimenes
- Alcalde: Joaquín García Gutiérrez (PCE)
- Gobierno municipal: PCE y PSOE

| Partido                                                                                   | Votos       | % votos           | Ediles |
| ----------------------------------------------------------------------------------------- | ----------- | ----------------- | ------ |
| Partido Comunista de España Unión de Centro Democrático Partido Socialista Obrero Español | 666 599 513 | 37,42 33,65 28,82 | 4 3 2  |

### Boal
- Alcalde: José Manuel Pérez Álvarez (UCD)
- Gobierno municipal: UCD

| Partido                                                                                   | Votos         | % votos          | Ediles |
| ----------------------------------------------------------------------------------------- | ------------- | ---------------- | ------ |
| Unión de Centro Democrático Partido Socialista Obrero Español Partido Comunista de España | 1.074 599 353 | 52,93 29,52 17,4 | 6 3 2  |

### Cabrales
- Alcalde: Arturo Coro de la Fuente (UCD)
- Gobierno municipal: UCD

| Partido                                                                                   | Votos       | % votos           | Ediles |
| ----------------------------------------------------------------------------------------- | ----------- | ----------------- | ------ |
| Unión de Centro Democrático Partido Socialista Obrero Español Partido Comunista de España | 848 484 186 | 55,86 31,88 12,25 | 7 3 1  |

### Cabranes
- Alcalde: Joaquín Alejo Llorís Calle (UCD)
- Gobierno municipal: UCD

| Partido                                                       | Votos   | % votos     | Ediles |
| ------------------------------------------------------------- | ------- | ----------- | ------ |
| Unión de Centro Democrático Partido Socialista Obrero Español | 732 306 | 66,79 27,92 | 8 3    |

### Candamo
- Alcalde: José Luis Fernández Fernández (PCE)
- Gobierno municipal: PCE

| Partido                                                                                            | Votos       | % votos           | Ediles |
| -------------------------------------------------------------------------------------------------- | ----------- | ----------------- | ------ |
| Partido Comunista de España Candidatura Independiente de Candamo Partido Socialista Obrero Español | 901 737 298 | 46,54 38,07 15,39 | 6 4 1  |

### Cangas de Onís
- Alcalde: Luis Miguel Ortiz Cortés (UCD)
- Gobierno municipal: UCD

| Partido                                                                             | Votos         | % votos           | Ediles |
| ----------------------------------------------------------------------------------- | ------------- | ----------------- | ------ |
| Unión de Centro Democrático Coalición Democrática Partido Socialista Obrero Español | 1.578 868 817 | 45,49 25,02 23,55 | 7 3    |

### Cangas del Narcea
- Alcalde: José Luis Somoano Sánchez (UCD)
- Gobierno municipal: UCD y CD

| Partido | Votos                       | % votos                          | Ediles    |
| --- | --------------------------- | -------------------------------- | --------- |
| Unión de Centro Democrático Unión de Campesinos Asturianos Coalición Democrática Partido Comunista de España Partido Socialista Obrero Español Movimiento Comunista de España | 2.842 1.880 945 685 644 338 | 38,74 25,65 12,88 9,34 8,78 4,61 | 9 5 3 2 1 |

### Caravia
- Alcalde: Manuel García Rivero (UCD)
- Gobierno municipal: UCD

| Partido                                                          | Votos   | % votos     | Ediles |
| ---------------------------------------------------------------- | ------- | ----------- | ------ |
| Unión de Centro Democrático Candidatura Independiente de Caravia | 240 196 | 54,67 44,65 | 4 3    |

### Carreño
- Alcalde: José Luis Vega Fernández (PCE)
- Gobierno municipal: PCE y PSOE

| Partido | Votos                     | % votos                      | Ediles  |
| --- | ------------------------- | ---------------------------- | ------- |
| Unión de Centro Democrático Partido Comunista de España Partido Socialista Obrero Español Agrupación de Electores Carreño Popular Coalición Democrática | 1.637 1.517 1.169 777 354 | 29,36 27,21 20,97 13,94 6,35 | 5 4 2 1 |

### Caso
- Alcalde: Manuel García Pérez (AEC)
- Gobierno municipal: AEC y UCD

| Partido | Votos           | % votos                 | Ediles |
| --- | --------------- | ----------------------- | ------ |
| Agrupación de Electores del Concejo de Caso Partido Comunista de España Unión de Centro Democrático Partido Socialista Obrero Español | 419 319 265 218 | 34,18 26,02 21,62 17,78 | 4 3 2  |

### Castrillón
- Alcalde: Rogelio Alonso Rodríguez (PSOE)
- Gobierno municipal: PSOE y PCE

| Partido | Votos                       | % votos                    | Ediles  |
| --- | --------------------------- | -------------------------- | ------- |
| Partido Socialista Obrero Español Unión de Centro Democrático Partido Comunista de España Candidatura Independiente de Castrillón Coalición Democrática | 2.652 1.904 1.409 1.191 491 | 34,4 24,7 18,28 15,45 6,37 | 6 4 3 1 |

### Castropol
- Alcalde: Domingo Martínez Fernández (IND 1)
- Gobierno municipal: IND 1

| Partido                                                       | Votos         | % votos          | Ediles |
| ------------------------------------------------------------- | ------------- | ---------------- | ------ |
| Independientes 1 Independientes 2 Unión de Centro Democrático | 1.506 560 173 | 67,26 25,01 7,62 | 9 3 1  |

### Coaña
- Alcalde: Antolín Suárez Álvarez (UCD)
- Gobierno municipal: UCD e IND

| Partido | Votos           | % votos                | Ediles |
| --- | --------------- | ---------------------- | ------ |
| Unión de Centro Democrático Partido Socialista Obrero Español Agrupación de Independientes de Coaña Partido Comunista de España | 783 556 364 149 | 42,28 30,02 19,65 8,05 | 4 2 1  |

### Colunga
- Alcalde: Víctor Llera Braña (UCD)
- Gobierno municipal: UCD y PEC

| Partido                                                                       | Votos         | % votos           | Ediles |
| ----------------------------------------------------------------------------- | ------------- | ----------------- | ------ |
| Unión de Centro Democrático Coalición Democrática Pacto Electoral por Colunga | 1.293 757 659 | 47,73 27,94 24,33 | 6 4 3  |

### Corvera de Asturias
- Alcalde: Luis Belarmino Moro Suárez (PSOE)
- Gobierno municipal: PSOE y PCE

| Partido                                                                                   | Votos             | % votos          | Ediles |
| ----------------------------------------------------------------------------------------- | ----------------- | ---------------- | ------ |
| Partido Socialista Obrero Español Unión de Centro Democrático Partido Comunista de España | 2.548 2.344 1.692 | 35,24 32,42 23,4 | 7 6 4  |

### Cudillero
- Alcalde: Juan Carragal García (CD) (hasta el 17 de enero de 1980)

Mario Folgueras Menéndez (CD) (desde el 17 de enero de 1980)
- Gobierno municipal: CD (en minoría)

| Partido                                                                       | Votos           | % votos          | Ediles |
| ----------------------------------------------------------------------------- | --------------- | ---------------- | ------ |
| Coalición Democrática Unión de Centro Democrático Partido Comunista de España | 1.064 1.063 993 | 34,1 34,07 31,83 | 6 5    |

### Degaña
- Alcalde: Benjamín Fernández Cerredo (PSOE)
- Gobierno municipal: PSOE y PCE

| Partido | Votos           | % votos                 | Ediles |
| --- | --------------- | ----------------------- | ------ |
| Unión de Centro Democrático Partido Socialista Obrero Español Partido Comunista de España Unión de Agricultores de Degaña | 350 328 204 122 | 34,86 32,67 20,32 12,15 | 4 2 1  |

### El Franco
- Alcalde: Agustín da Costa García (UCD)
- Gobierno municipal: UCD

| Partido                                                                                                 | Votos         | % votos        | Ediles |
| --- | ------------- | -------------- | ------ |
| Unión de Centro Democrático Agrupación de Independientes de El Franco Partido Socialista Obrero Español | 1.233 686 368 | 53,61 29,83 16 | 6 3 2  |

### Gijón
- Alcalde: José Manuel Palacio Álvarez (PSOE)
- Gobierno municipal: PSOE y PCE

| Partido | Votos                      | % votos                | Ediles   |
| --- | -------------------------- | ---------------------- | -------- |
| Partido Socialista Obrero Español Unión de Centro Democrático Partido Comunista de España Coalición Democrática | 41.686 29.047 15.270 5.459 | 41,35 28,74 15,15 5,41 | 13 9 4 1 |

### Gozón
- Alcalde: Ramón Vega Gutiérrez (UCD)
- Gobierno municipal: UCD y CD

| Partido | Votos                 | % votos                | Ediles  |
| --- | --------------------- | ---------------------- | ------- |
| Unión de Centro Democrático Partido Comunista de España Partido Socialista Obrero Español Coalición Democrática | 2.520 1.666 1.019 514 | 44,06 29,13 17,82 8,99 | 8 5 3 1 |

### Grado
- Alcalde: José Sierra Fernández (PCE)
- Gobierno municipal: PCE y PSOE

| Partido | Votos                   | % votos                 | Ediles |
| --- | ----------------------- | ----------------------- | ------ |
| Partido Comunista de España Unión de Centro Democrático Partido Socialista Obrero Español Coalición Democrática | 2.539 1.421 1.034 1.014 | 42,26 23,65 17,21 16,88 | 7 4 3  |

### Grandas de Salime
- Alcalde: Manuel Ramón Martínez Guzmán (UCD)
- Gobierno municipal: UCD

| Partido                     | Votos | % votos | Ediles |
| --------------------------- | ----- | ------- | ------ |
| Unión de Centro Democrático | 457   | 92,87   | 11     |

### Ibias
- Alcalde: José María Cancio Cancio (UCD)
- Gobierno municipal: UCD

| Partido                                                                                   | Votos       | % votos          | Ediles |
| ----------------------------------------------------------------------------------------- | ----------- | ---------------- | ------ |
| Unión de Centro Democrático Partido Comunista de España Partido Socialista Obrero Español | 826 395 170 | 59,38 28,4 12,22 | 7 3 1  |

### Illano
- Alcalde: Belarmino Fernández Murias (UCD)
- Gobierno municipal: UCD

| Partido                                                                                              | Votos      | % votos          | Ediles |
| --- | ---------- | ---------------- | ------ |
| Unión de Centro Democrático Agrupación de Independientes de Illano Partido Socialista Obrero Español | 235 142 93 | 49,79 30,08 19,7 | 5 2    |

### Illas
- Alcalde: Ricardo Quintana López (CD)
- Gobierno municipal: CD (en minoría)

| Partido | Votos           | % votos                | Ediles |
| --- | --------------- | ---------------------- | ------ |
| Coalición Democrática Unión de Centro Democrático Partido Socialista Obrero Español Partido Comunista de España | 322 299 127 119 | 37,1 34,45 14,63 13,71 | 4 3 1  |

### Langreo
- Alcalde: Maximino González Felgueroso (PSOE)
- Gobierno municipal: PSOE y PCE

| Partido | Votos                    | % votos                | Ediles   |
| --- | ------------------------ | ---------------------- | -------- |
| Partido Socialista Obrero Español Partido Comunista de España Unión de Centro Democrático Coalición Democrática | 10.633 7.272 6.101 1.973 | 37,56 25,69 21,55 6,97 | 10 7 6 2 |

### Las Regueras
- Alcalde: Joaquín Aza González (CD)
- Gobierno municipal: CD

| Partido                                                                             | Votos       | % votos           | Ediles |
| ----------------------------------------------------------------------------------- | ----------- | ----------------- | ------ |
| Coalición Democrática Partido Socialista Obrero Español Unión de Centro Democrático | 820 607 240 | 49,01 36,28 14,35 | 6 4 1  |

### Laviana
- Alcalde: Pablo García Fernández (PSOE)
- Gobierno municipal: PSOE y PCE

| Partido                                                                                   | Votos             | % votos           | Ediles |
| ----------------------------------------------------------------------------------------- | ----------------- | ----------------- | ------ |
| Partido Socialista Obrero Español Partido Comunista de España Unión de Centro Democrático | 3.676 2.158 2.081 | 44,35 26,03 25,11 | 8 5 4  |

### Lena
- Alcalde: Enrique Barquero García (PSOE)
- Gobierno municipal: PSOE y PCE

| Partido | Votos                   | % votos                | Ediles  |
| --- | ----------------------- | ---------------------- | ------- |
| Partido Socialista Obrero Español Unión de Centro Democrático Partido Comunista de España Coalición Democrática | 2.420 1.939 1.844 1.018 | 33,51 26,85 25,54 14,1 | 6 5 4 2 |

### Llanera
- Alcalde: José Luis Suárez Suárez (AELL)
- Gobierno municipal: AELL

| Partido                                                                                       | Votos           | % votos          | Ediles |
| --------------------------------------------------------------------------------------------- | --------------- | ---------------- | ------ |
| Agrupación Electoral de Llanera Partido Socialista Obrero Español Partido Comunista de España | 2.861 1.869 518 | 54,52 35,61 9,87 | 7 5 1  |

### Llanes
- Alcalde: José Enrique Rozas Guijarro (UCD)
- Gobierno municipal: UCD y CD

| Partido                                                                             | Votos             | % votos           | Ediles |
| ----------------------------------------------------------------------------------- | ----------------- | ----------------- | ------ |
| Unión de Centro Democrático Partido Socialista Obrero Español Coalición Democrática | 3.192 2.685 1.100 | 43,67 36,74 15,05 | 8 7 2  |

### Mieres
- Alcalde: Vital Álvarez-Buylla Rodríguez (PSOE)
- Gobierno municipal: PSOE y PCE

| Partido | Votos                           | % votos                     | Ediles   |
| --- | ------------------------------- | --------------------------- | -------- |
| Partido Socialista Obrero Español Partido Comunista de España Unión de Centro Democrático Coalición Democrática Movimiento Comunista de España | 12.133 10.132 4.559 2.100 1.805 | 39,48 32,97 14,84 6,83 5,87 | 10 9 4 1 |

### Morcín
- Alcalde: Laudelino García Suárez (PSOE)
- Gobierno municipal: PSOE y PCE

| Partido                                                                                   | Votos       | % votos          | Ediles |
| ----------------------------------------------------------------------------------------- | ----------- | ---------------- | ------ |
| Partido Socialista Obrero Español Unión de Centro Democrático Partido Comunista de España | 743 684 545 | 37,3 34,34 28,36 | 4 3    |

### Muros del Nalón
- Alcalde: Severino Fidalgo Arnaldo (CD)
- Gobierno municipal: CD y UCD

| Partido | Votos           | % votos                 | Ediles |
| --- | --------------- | ----------------------- | ------ |
| Coalición Democrática Unión de Centro Democrático Partido Socialista Obrero Español Agrupación Electoral "Por Un Ayuntamiento Democrático" | 574 471 431 239 | 33,47 27,46 25,13 13,94 | 4 3 1  |

### Nava
- Alcalde: Emilio Ramón Ballesteros Castro (PSOE)
- Gobierno municipal: PSOE

| Partido                                                         | Votos       | % votos     | Ediles |
| --------------------------------------------------------------- | ----------- | ----------- | ------ |
| Partido Socialista Obrero Español Agrupación de Vecinos de Nava | 2.119 1.129 | 62,62 33,36 | 9 4    |

### Navia
- Alcalde: Eugenio Orlando González González (PCE) (hasta el 6 de diciembre de 1979)

Manuel Bedia Alonso (UCD) (desde el 6 de diciembre de 1979)
- Gobierno municipal: CD, PCE y PSOE (hasta el 6 de diciembre de 1979)

UCD y CD (desde el 6 de diciembre de 1979)
| Partido | Votos                   | % votos                       | Ediles  |
| --- | ----------------------- | ----------------------------- | ------- |
| Unión de Centro Democrático Coalición Democrática Partido Comunista de España Partido Socialista Obrero Español Agrupación de Independientes de Navia | 1.785 1.230 682 490 487 | 38,52 26,54 13,85 10,54 10,51 | 5 4 2 1 |

### Noreña
- Alcalde: Delfín Junquera García (UCD) (hasta el 25 de febrero de 1980)

Aurelio Quirós Arguelles (UCD) (desde el 25 de febrero de 1980)
- Gobierno municipal: UCD e IND

| Partido | Votos           | % votos                 | Ediles |
| --- | --------------- | ----------------------- | ------ |
| Unión de Centro Democrático Partido Socialista Obrero Español Grupo Independiente de Noreña Partido Comunista de España | 779 671 382 312 | 36,27 31,24 17,78 14,53 | 4 2 1  |

### Onís
- Alcalde: Fernando Díaz-Caneja Alonso (UCD)
- Gobierno municipal: UCD

| Partido                                                       | Votos   | % votos     | Ediles |
| ------------------------------------------------------------- | ------- | ----------- | ------ |
| Unión de Centro Democrático Partido Socialista Obrero Español | 378 252 | 55,43 36,95 | 6 3    |

### Oviedo
- Alcalde: Luis Riera Posada (UCD)
- Gobierno municipal: UCD y CD

| Partido | Votos                     | % votos                | Ediles  |
| --- | ------------------------- | ---------------------- | ------- |
| Unión de Centro Democrático Partido Socialista Obrero Español Partido Comunista de España Coalición Democrática | 31.030 29.334 7.678 5.542 | 40,96 38,72 10,13 7,31 | 12 11 2 |

### Parres
- Alcalde: Emilio Pando Bustillo (PSOE)
- Gobierno municipal: PSOE e IND

| Partido                                                                                | Votos           | % votos          | Ediles |
| -------------------------------------------------------------------------------------- | --------------- | ---------------- | ------ |
| Partido Socialista Obrero Español Unión de Centro Democrático Independientes de Parres | 1.374 1.343 268 | 43,94 42,95 8,57 | 6 1    |

### Peñamellera Alta
- Alcalde: Pedro Roque Corral (UCD)
- Gobierno municipal: UCD

| Partido                                                                             | Votos      | % votos           | Ediles |
| ----------------------------------------------------------------------------------- | ---------- | ----------------- | ------ |
| Unión de Centro Democrático Partido Socialista Obrero Español Coalición Democrática | 229 176 87 | 46,54 35,77 17,68 | 5 3 1  |

### Peñamellera Baja
- Alcalde: José Villar Bueno (UCD)
- Gobierno municipal: UCD y CD

| Partido                                                                             | Votos       | % votos           | Ediles |
| ----------------------------------------------------------------------------------- | ----------- | ----------------- | ------ |
| Unión de Centro Democrático Partido Socialista Obrero Español Coalición Democrática | 499 489 151 | 43,81 42,93 13,26 | 5 1    |

### Pesoz
- Alcalde: José Manuel Monteserín Álvarez-Linera (UCD)
- Gobierno municipal: UCD

| Partido                                                   | Votos  | % votos     | Ediles |
| --------------------------------------------------------- | ------ | ----------- | ------ |
| Unión de Centro Democrático Partido del Trabajo de España | 170 25 | 87,18 12,82 | 6 1    |

### Piloña
- Alcalde: Gilberto Espina Coballes (UCD)
- Gobierno municipal: UCD

| Partido                                                                                   | Votos           | % votos           | Ediles |
| ----------------------------------------------------------------------------------------- | --------------- | ----------------- | ------ |
| Unión de Centro Democrático Partido Socialista Obrero Español Partido Comunista de España | 3.057 2.002 666 | 52,86 34,62 11,52 | 9 6 2  |

### Ponga
- Alcalde: Manuel Llera Priede (UCD)
- Gobierno municipal: UCD y CD

| Partido | Votos         | % votos                | Ediles |
| --- | ------------- | ---------------------- | ------ |
| Unión de Centro Democrático Partido Socialista Obrero Español Coalición Democrática Partido Comunista de España | 240 195 91 55 | 41,31 33,56 15,66 9,47 | 4 3 1  |

### Pravia
- Alcalde: Francisco Javier Fernández Casielles (UCD)
- Gobierno municipal: UCD y CD

| Partido | Votos               | % votos                 | Ediles |
| --- | ------------------- | ----------------------- | ------ |
| Unión de Centro Democrático Partido Socialista Obrero Español Coalición Democrática Partido Comunista de España | 2.217 1.103 967 944 | 42,25 21,02 18,43 17,99 | 8 3    |

### Proaza
- Alcalde: Casimiro Álvarez Cano (PCE)
- Gobierno municipal: PCE

| Partido                     | Votos | % votos | Ediles |
| --------------------------- | ----- | ------- | ------ |
| Partido Comunista de España | 413   | 96,05   | 7      |

### Quirós
- Alcalde: Juan Antonio Mallada Álvarez (PCE)
- Gobierno municipal: PCE y PSOE

| Partido                                                                                   | Votos       | % votos          | Ediles |
| ----------------------------------------------------------------------------------------- | ----------- | ---------------- | ------ |
| Partido Comunista de España Unión de Centro Democrático Partido Socialista Obrero Español | 460 424 346 | 37,4 34,47 28,13 | 4 3    |

### Ribadedeva
- Alcalde: Antonio Gutiérrez Gamo (UCD)
- Gobierno municipal: UCD y CD

| Partido                                                                             | Votos       | % votos          | Ediles |
| ----------------------------------------------------------------------------------- | ----------- | ---------------- | ------ |
| Unión de Centro Democrático Partido Socialista Obrero Español Coalición Democrática | 537 440 222 | 44,79 36,7 18,52 | 5 4 2  |

### Ribadesella
- Alcalde: Juan Antonio Ureta Sánchez (PSOE)
- Gobierno municipal: PSOE y PCE

| Partido                                                                                   | Votos           | % votos           | Ediles |
| ----------------------------------------------------------------------------------------- | --------------- | ----------------- | ------ |
| Unión de Centro Democrático Partido Socialista Obrero Español Partido Comunista de España | 1.598 1.053 825 | 45,97 30,29 23,73 | 6 4 3  |

### Ribera de Arriba
- Alcalde: Alfredo Turrado Alonso (PSOE) (hasta el 23 de febrero de 1981)

María del Mar Suárez Lobato (PSOE) (desde el 23 de febrero de 1981)
- Gobierno municipal: PSOE e IND

| Partido                                                                      | Votos       | % votos           | Ediles |
| ---------------------------------------------------------------------------- | ----------- | ----------------- | ------ |
| Partido Socialista Obrero Español Partido Comunista de España Independientes | 606 479 357 | 41,94 33,15 24,71 | 5 4 2  |

### Riosa
- Alcalde: Aladino Álvarez García (PSOE)
- Gobierno municipal: PSOE

| Partido | Votos           | % votos                | Ediles |
| --- | --------------- | ---------------------- | ------ |
| Partido Socialista Obrero Español Partido Comunista de España Candidatura Independiente de Riosa Unión de Centro Democrático | 759 368 316 139 | 47,98 23,26 19,97 8,79 | 6 2 1  |

### Salas
- Alcalde: Fernando Manuel Castro Grana (CD) (hasta el 4 de abril de 1981)

Manuel Ruisánchez Castaños (UCD) (desde el 28 de abril de 1981)
- Gobierno municipal: UCD y CD

| Partido                                                                                                | Votos             | % votos           | Ediles |
| --- | ----------------- | ----------------- | ------ |
| Agrupación de Electores "Por un Concejo Democrático" Unión de Centro Democrático Coalición Democrática | 1.955 1.185 1.181 | 45,24 27,42 27,33 | 6 4 3  |

### San Martín de Oscos
- Alcalde: José Villanueva González (PSOE)
- Gobierno municipal: PSOE

| Partido                                                       | Votos   | % votos     | Ediles |
| ------------------------------------------------------------- | ------- | ----------- | ------ |
| Partido Socialista Obrero Español Unión de Centro Democrático | 184 175 | 50,97 48,48 | 5 4    |

### San Martín del Rey Aurelio
- Alcalde: Fructuoso Rozada González (PSOE)
- Gobierno municipal: PSOE

| Partido                                                                                   | Votos             | % votos           | Ediles |
| ----------------------------------------------------------------------------------------- | ----------------- | ----------------- | ------ |
| Partido Socialista Obrero Español Partido Comunista de España Unión de Centro Democrático | 6.864 4.145 2.177 | 50,22 30,33 15,93 | 11 7 3 |

### San Tirso de Abres
- Alcalde: Jesús Ferreiro de la Torre (PSOE)
- Gobierno municipal: PSOE

| Partido                                                       | Votos   | % votos | Ediles |
| ------------------------------------------------------------- | ------- | ------- | ------ |
| Partido Socialista Obrero Español Unión de Centro Democrático | 277 236 | 54 46   | 5 4    |

### Santa Eulalia de Oscos
- Alcalde: José Antonio Castaño Lombán (UCD) (hasta el 4 de junio de 1982)

Laura Martínez Arango (UCD) (desde el 4 de junio de 1982)
- Gobierno municipal: UCD

| Partido                                                       | Votos   | % votos     | Ediles |
| ------------------------------------------------------------- | ------- | ----------- | ------ |
| Unión de Centro Democrático Partido Socialista Obrero Español | 362 151 | 70,43 29,38 | 7 2    |

### Santo Adriano
- Alcalde: José Manuel Fernández Fernández (UCD)
- Gobierno municipal: UCD

| Partido                                                 | Votos  | % votos     | Ediles |
| ------------------------------------------------------- | ------ | ----------- | ------ |
| Unión de Centro Democrático Partido Comunista de España | 161 98 | 61,22 37,26 | 4 3    |

### Sariego
- Alcalde: Emilio Blanco Fernández (PROMUSA)
- Gobierno municipal: PROMUSA

| Partido | Votos          | % votos                 | Ediles |
| --- | -------------- | ----------------------- | ------ |
| Progreso Municipal de Sariego Partido Socialista Obrero Español Unión de Centro Democrático Independientes de Sariego | 508 158 122 99 | 57,27 17,81 13,75 11,16 | 6 1    |

### Siero
- Alcalde: Manuel Marino Villa Díaz (PSOE)
- Gobierno municipal: PSOE y PCE

| Partido                                                                                   | Votos             | % votos           | Ediles |
| ----------------------------------------------------------------------------------------- | ----------------- | ----------------- | ------ |
| Partido Socialista Obrero Español Unión de Centro Democrático Partido Comunista de España | 7.131 6.457 3.013 | 42,18 38,19 17,82 | 10 7 4 |

### Sobrescobio
- Alcalde: Samuel Arturo Carrio Álvarez (PSOE)
- Gobierno municipal: PSOE

| Partido                                                       | Votos   | % votos     | Ediles |
| ------------------------------------------------------------- | ------- | ----------- | ------ |
| Partido Socialista Obrero Español Unión de Centro Democrático | 296 226 | 55,22 42,16 | 4 3    |

### Somiedo
- Alcalde: Ricardo Suárez Argüelles (PSOE)
- Gobierno municipal: PSOE

| Partido                                                                             | Votos       | % votos          | Ediles |
| ----------------------------------------------------------------------------------- | ----------- | ---------------- | ------ |
| Partido Socialista Obrero Español Coalición Democrática Unión de Centro Democrático | 454 300 145 | 50,5 33,37 16,13 | 6 4 1  |

### Soto del Barco
- Alcalde: Ismael Álvarez Suárez (CD)
- Gobierno municipal: CD y UCD

| Partido | Votos               | % votos              | Ediles |
| --- | ------------------- | -------------------- | ------ |
| Coalición Democrática Partido Socialista Obrero Español Unión de Centro Democrático Partido Comunista de España | 1.134 1.025 381 276 | 40,27 36,4 13,53 9,8 | 5 2 1  |

### Tapia de Casariego
- Alcalde: José Manuel Fraga González (UCD) (hasta el 16 de junio de 1981)

José Manuel Peña Fernández (UCD) (desde el 16 de junio de 1981)
- Gobierno municipal: UCD

| Partido                                                                        | Votos     | % votos     | Ediles |
| ------------------------------------------------------------------------------ | --------- | ----------- | ------ |
| Unión de Centro Democrático Agrupación de Independientes de Tapia de Casariego | 1.223 681 | 64,23 35,77 | 8 5    |

### Taramundi
- Alcalde: Eduardo Lastra Pérez (IND)
- Gobierno municipal: IND

| Partido                                                 | Votos   | % votos    | Ediles |
| ------------------------------------------------------- | ------- | ---------- | ------ |
| Independientes de Taramundi Unión de Centro Democrático | 332 290 | 53,12 46,4 | 5 4    |

### Teverga
- Alcalde: Ramón Álvarez García (PCE)
- Gobierno municipal: PCE y PSOE

| Partido                                                                                   | Votos       | % votos        | Ediles |
| ----------------------------------------------------------------------------------------- | ----------- | -------------- | ------ |
| Partido Comunista de España Unión de Centro Democrático Partido Socialista Obrero Español | 830 598 338 | 47 33,86 19,14 | 5 4 2  |

### Tineo
- Alcalde: Valentín Fernández Díez (UCA)
- Gobierno municipal: UCA y UCD

| Partido | Votos                     | % votos                     | Ediles  |
| --- | ------------------------- | --------------------------- | ------- |
| Independientes de Tineo Unión de Campesinos Asturianos Unión de Centro Democrático Partido Socialista Obrero Español Coalición Democrática | 2.888 2.175 1.812 608 492 | 35,41 26,67 22,22 7,45 6,03 | 8 6 5 1 |

### Valdés
- Alcalde: Delfín Blanco Arias (UCD) (hasta el 4 de septiembre de 1980)

Joaquín Morilla García-Cernuda (UCD) (desde el 4 de septiembre de 1980)
- Gobierno municipal: UCD y CD

| Partido | Votos                 | % votos                | Ediles   |
| --- | --------------------- | ---------------------- | -------- |
| Unión de Centro Democrático Agrupación de Independientes Partido Socialista Obrero Español Coalición Democrática | 3.518 3.061 1.020 419 | 43,88 38,18 12,72 5,23 | 10 8 2 1 |

### Vegadeo
- Alcalde: José Ramón Álvarez de Linera y Uría (IND 2)
- Gobierno municipal: UCD e IND 2

| Partido                                                                                         | Votos           | % votos                | Ediles |
| ----------------------------------------------------------------------------------------------- | --------------- | ---------------------- | ------ |
| Independientes 1 Unión de Centro Democrático Independientes 2 Partido Socialista Obrero Español | 778 705 515 364 | 32,94 29,85 21,8 15,41 | 4 3 2  |

### Villanueva de Oscos
- Alcalde: Fermín Álvarez Álvarez (UCD)
- Gobierno municipal: UCD

| Partido                                                       | Votos  | % votos     | Ediles |
| ------------------------------------------------------------- | ------ | ----------- | ------ |
| Unión de Centro Democrático Partido Socialista Obrero Español | 284 47 | 85,54 14,16 | 6 1    |

### Villaviciosa
- Alcalde: Alfredo Pando Tuero (IND)
- Gobierno municipal: IND y CD

| Partido | Votos                   | % votos                | Ediles |
| --- | ----------------------- | ---------------------- | ------ |
| Candidatura Independiente "Por un Villaviciosa mejor" Coalición Democrática Unión de Centro Democrático Partido Socialista Obrero Español | 3.409 1.774 1.670 1.340 | 39,95 20,79 19,57 15,7 | 7 4 2  |

### Villayón
- Alcalde: José Pérez Suárez (UCD) (hasta el 12 de septiembre de 1980)

Ramón Rodríguez González (UCD) (desde el 12 de septiembre de 1980)
- Gobierno municipal: UCD

| Partido                                                                                                | Votos       | % votos           | Ediles |
| --- | ----------- | ----------------- | ------ |
| Unión de Centro Democrático Partido Socialista Obrero Español Agrupación de Independientes de Villayón | 553 291 266 | 49,82 26,22 23,96 | 6 3 2  |

### Yernes y Tameza
- Alcalde: Valeriano Lorenzo Vázquez (PCE)
- Gobierno municipal: PCE

| Partido                                                 | Votos | % votos     | Ediles |
| ------------------------------------------------------- | ----- | ----------- | ------ |
| Partido Comunista de España Unión de Centro Democrático | 86 84 | 50,59 49,41 | 4 3    |